# Рига (футбольний клуб, 1999)
Футбольний клуб «Рига» (латис. Futbola klubs „Rīga) — латвійський футбольний клуб з однойменного міста, що існував у 1999—2008 роках. Всі роки свого існування грав у Вищій лізі чемпіонату Латвії.

## Результати виступів
| В чемпіонатах і Кубку Латвії | В чемпіонатах і Кубку Латвії | В чемпіонатах і Кубку Латвії | В чемпіонатах і Кубку Латвії | В чемпіонатах і Кубку Латвії | В чемпіонатах і Кубку Латвії | В чемпіонатах і Кубку Латвії | В чемпіонатах і Кубку Латвії | В чемпіонатах і Кубку Латвії | В чемпіонатах і Кубку Латвії | В чемпіонатах і Кубку Латвії |
| Сезон                        | Ліга                         | Місце                        | І                            | В                            | Н                            | П                            | Голи                         | О                            | Кубок                        |                              |
| ---------------------------- | ---------------------------- | ---------------------------- | ---------------------------- | ---------------------------- | ---------------------------- | ---------------------------- | ---------------------------- | ---------------------------- | ---------------------------- | ---------------------------- |
| 1999                         | Вища ліга                    | 6                            | 28                           | 10                           | 4                            | 14                           | 35‒42                        | 34                           | Переможець                   |                              |
| 2000                         | Вища ліга                    | 5                            | 28                           | 9                            | 4                            | 15                           | 35‒47                        | 31                           | 1/4 фіналу                   |                              |
| 2001                         | Вища ліга                    | 7                            | 28                           | 3                            | 5                            | 20                           | 25‒72                        | 14                           | 1/4 фіналу                   |                              |
| 2002                         | Вища ліга                    | 7                            | 28                           | 6                            | 2                            | 20                           | 24‒75                        | 20                           | 1/4 фіналу                   |                              |
| 2003                         | Вища ліга                    | 5                            | 28                           | 8                            | 5                            | 15                           | 34‒63                        | 29                           | 1/4 фіналу                   |                              |
| 2004                         | Вища ліга                    | 6                            | 28                           | 6                            | 9                            | 13                           | 32‒43                        | 27                           | 1/4 фіналу                   |                              |
| 2005                         | Вища ліга                    | 5                            | 28                           | 9                            | 7                            | 12                           | 32‒46                        | 34                           | 1/4 фіналу                   |                              |
| 2006                         | Вища ліга                    | 7                            | 28                           | 6                            | 4                            | 18                           | 21‒57                        | 22                           | 1/4 фіналу                   |                              |
| 2007                         | Вища ліга                    | 3                            | 28                           | 17                           | 6                            | 5                            | 48‒28                        | 57                           | 1/4 фіналу                   |                              |
| 2008                         | Вища ліга                    | 6                            | 28                           | 10                           | 3                            | 15                           | 36‒55                        | 33                           | 1/4 фіналу                   |                              |
| Всього                       | Всього                       | Всього                       | 280                          | 84                           | 49                           | 147                          | 322‒528                      | 301                          |                              |                              |

## Досягнення
- 3-е місце в чемпіонаті Латвії: 2007.
- Володар Кубка Латвії: 1999.

## Відомі гравці
- Міндаугас Калонас
- Ігор Корабльов
- Євген Новіков
- Андрій Павлов

## Тренери
- Яніс Гіліс (1999)
- Георгій Гусаренко (2000)
- Виктор Нестеренко (2001)
- Олександр Дорофєєв (2001) — в.о.
- Георгій Гусаренко (2001)
- Виктор Нестеренко (2002—2003)
- Пол Ешворт (2004)
- Ерік Гріг'ян (2005—2006)
- Сергій Семенов (2006—2007)
- Геннадій Морозов (2008)
- Андрій Мананніков (2008) — в.о.
- Анатолий Шелест (2008)

## Рекорди клубу
- Найбільша перемога: 5:0 («Резекне», 1999), 5:0 (ФК Поліції, 1999).
- Найбільша поразка: 1:9 («Сконто», 2001).